# میارسو
میارسو (به لاتین: Miarso) یک منطقهٔ مسکونی در روسیه است که در داغستان واقع شده‌است.